# Pomul gros
Pomul gros, cunoscut popular și sub numele de Copacul din drum, este un platan secular, ocrotit de lege, cu vârsta de circa 343 de ani, situat pe strada Pomiculturii din Timișoara.

## Istorie
Platanul ar fi fost plantat aproximativ în anul 1681, pe vremea cand Timișoara se afla sub administrație otomană.
În trecut, copacul era locul de oprire al cisternei care distribuia petrol lampant cetățenilor din zonă, lângă acesta aflându-se, tot în acea vreme, și o fântână.
În 2011, platanul a ajuns în finala competiției Arborele anului în România, organizată de Fundația pentru Parteneriat din Miercurea Ciuc.

## Descriere
Acesta are o circumferință de 4,47 metri și o înălțime de 21 de metri.
Fiind protejat de lege, ca măsură de siguranță, a fost înconjurat de municipalitate cu un gard metalic vopsit în galben.